# Brookings (Oregon)
Brookings az Amerikai Egyesült Államok északnyugati részén, Oregon állam Curry megyéjében helyezkedik el. A 2010. évi népszámláláskor 6336 lakosa volt. A város területe 10,2 km², melyből 0,18 km² vízi.
A település nevét John E. Brookingsról, az azt 1908-ban létrehozó Brookings Lumber and Box Company vezérigazgatójáról kapta.

## Történet

### Megalapítás
A Brookings Timber Company 1906-ban felvette az akkor építő- és erdőmérnökként végző William James Wardot, hogy mérje fel a környék kitermelhető faállományát. A Chetco- és Pisztoly-folyók környékének vizsgálata után azt javasolta, hogy itt termeljék ki a fákat, valamint létesítsenek fűrészüzemet és logisztikai központot.
A település alapítója John E. Brookings volt, unokatestvére, Robert S. Brookings pedig a városképért felelt; utóbbi a tervezést Bernard Maybeckre, a később a Panama-csatorna elkészültének megünneplésére tartott Panama–Pacific International Exposition vásár megrendezőjére bízta.

### Második világháború
1942. szeptember 9-én a közeli Emily-hegy lett az USA belső területei közül az első, amely japán légitámadást szenvedett el; az I-25-ös tengeralattjáróról indított úszó repülőgépet Nobuo Fujita irányította. A gépet gyújtóbombákkal szerelték fel, melyekkel az Egyesült Államok északnyugati részén szándékoztak tüzeket előidézni, de végül csak kisebb károkat okoztak. 1962-ben Fujita újra a városba jött, hogy megmutassa családjának 400 éves szamurájkardját, miután az USA kormánya biztosította Japánt arról, hogy a férfit nem tartóztatják le háborús bűnösként. Nobuo Fujita 1997-es halála előtt néhány nappal díszpolgári címet kapott.

### 1980-as évek
Az 1980-as évek óta sok nyugdíjas érkezett a városba, többségük Kaliforniából; mára ők adják a lakosság többségét, emellett a szintén kaliforniai Pelikán-öböli Állami Börtönben dolgozók közül is többen élnek itt.

### 21. század
A környék teljes lakossága 13 ezer fő fölött van; korábban számos kísérletet tettek ezen területek Brookingsba olvasztására, de eddig csak egy, a településtől északra lévő, a Borax Corporation dolgozóinak elszállásolására létesített helyiséget sikerült idecsatolni. A területen a következő 20 évben 1000 lakást terveznek létesíteni, amelyeket a befektetők várakozásai szerint csak szezonálisan fognak lakni. A bővítésre kijelölt területen belül fekvő, a Chetco-folyótól délre fekvő Harbor nem volt hajlandó Brookingsba olvadni; a statisztikai település saját maga oldja meg vízellátását, szennyvíz-feldolgozását, valamint saját tűzoltóságot működtet. Curry megye rendfenntartását Brookings városa biztosítja.
A megyét, valamint a kaliforniai Del Norte megyét az iparkamara a „The Pulse of America’s Wild River Coast” („Amerika vadvízi vidékének lüktetése”) néven népszerűsíti.

#### A 2011-es szökőár
2011. március 11-én a cunami által okozott árhullámok súlyosan megrongálták a helyi kikötőt. A legnagyobb hullám közel 2,4 méteres volt. A dokkoknál tárolt csónakok egy része megsérült, a partra sodródott vagy megsemmisült, miután a felcsapó hullámok a stégeket is megrongálták. A szökőárt a Japánban romboló, kilences erősségű tóhukui földrengés okozta. A károkat 30 millió dollárra becsülték.

## Éghajlat
A város telei mérsékeltek, a csapadékos időszakokat többhetes napsütés szakítja meg. A nyarak enyhék és szárazak. A hőmérséklet évente átlagosan két délután éri el vagy haladja meg a 32,2 °C-ot, valamint 7,5 reggel van fagyponton vagy az alatt. A melegrekord (42,3 °C) 2008. július 9-én, a hidegrekord (7,8 °C) pedig 1972. december 8-án dőlt meg.
A legcsapadékosabb év (3147 mm-rel) 1996, a legszárazabb (1100,8 mm-rel) pedig 1976 volt. Az egy hónap alatt lehullt legtöbb csapadék (937,3 mm) rekordja 1996 decemberében dőlt meg. Egy nap alatt a legtöbb eső (431,8 mm) 2016. október 14-én esett. A havazás ritka, évente átlagosan 1,8 centiméter hull; a legnagyobb mennyiség (25 centiméter) 1916 januárjában esett.
A település telei (néha nyarai) elhelyezkedése miatt melegebbek mint a környékbeli oregoni és kaliforniai körzeteké; az éves átlagos maximum hőfok 21,1 és 37,8 °C között változik, mely egyrészt az óceán felől érkező áramlatoknak, de főleg a Klamath-hegység lábánál sűrűsödő meleg levegő beáramlásának köszönhető; ezt a jelenséget Brookings- vagy Chetco-hatásnak nevezik, hasonlóan a Kalifornia déli részeit melegítő Santa Ana-szelekhez. A nárciszok és hasonló virágok általában februárban virágoznak. Nyaranta az alföldeken gyakori a köd, míg a magasabban fekvő részek naposak és hűvösek.
A Köppen-skála alapján a város éghajlata meleg nyári mediterrán. A legcsapadékosabb hónap december, a legszárazabb- pedig július. A legmelegebb hónap július és augusztus, a leghidegebb pedig december.
| Hónap                         | Jan. | Feb. | Már. | Ápr. | Máj. | Jún. | Júl. | Aug. | Szep. | Okt. | Nov. | Dec. | Év   |
| ----------------------------- | ---- | ---- | ---- | ---- | ---- | ---- | ---- | ---- | ----- | ---- | ---- | ---- | ---- |
| Rekord max. hőmérséklet (°C)  | 26,7 | 28,3 | 28,3 | 33,3 | 37,2 | 38,3 | 38,9 | 38,3 | 39,4  | 35,6 | 29,4 | 26,1 | 39,4 |
| Átlagos max. hőmérséklet (°C) | 12,8 | 13,3 | 14,4 | 15,6 | 17,2 | 19,4 | 20,0 | 20,0 | 20,0  | 18,3 | 14,4 | 12,8 | 16,5 |
| Átlaghőmérséklet (°C)         | 9,2  | 9,5  | 10,0 | 11,2 | 12,8 | 14,7 | 15,6 | 15,6 | 15,3  | 13,7 | 10,8 | 8,9  | 12,3 |
| Átlagos min. hőmérséklet (°C) | 5,6  | 5,6  | 5,6  | 6,7  | 8,3  | 10,0 | 11,1 | 11,7 | 10,6  | 8,9  | 7,2  | 5,0  | 8,0  |
| Rekord min. hőmérséklet (°C)  | −6,1 | −4,4 | −1,7 | −0,6 | 0,0  | 2,8  | 3,9  | 5,0  | 3,9   | 0,0  | −2,2 | −8,3 | −8,3 |
| Átl. csapadékmennyiség (mm)   | 287  | 266  | 244  | 145  | 92   | 46   | 13   | 26   | 50    | 133  | 269  | 305  | 1876 |
| Forrás: The Weather Channel   |      |      |      |      |      |      |      |      |       |      |      |      |      |

## Népesség

### 2010
A 2010-es népszámláláskor a városnak 6336 lakója, 2717 háztartása és 1689 családja volt. A népsűrűség 632,3 fő/km2. A lakóegységek száma 3183, sűrűségük 311,7 db/km2. A lakosok 92,2%-a fehér, 0,3%-a afroamerikai, 1,8%-a indián, 0,9%-a ázsiai, 0,1%-a a Csendes-óceáni szigetekről származik, 0,9%-a egyéb, 3,6%-a pedig kettő vagy több etnikumú. A spanyol vagy latino származásúak aránya 6,6% (5,6% mexikói, 0,3% Puerto Ricó-i,  0,7% egyéb spanyol vagy latino származású.)
A háztartások 26,7%-ában élt 18 évnél fiatalabb. 46,7% házas, 11% egyedülálló nő, 4,5% egyedülálló férfi, 37,8% pedig nem család. 31,3% egyedül élt; 15,4%-uk 65 éves vagy idősebb. Egy háztartásban átlagosan 2,26 személy élt; a családok átlagmérete 2,81 fő.
A medián életkor 46,9 év volt. A város lakóinak 21,1%-a 18 évesnél fiatalabb, 7% 18 és 24 év közötti, 19,8%-uk 25 és 44 év közötti, 28%-uk 45 és 64 év közötti, 24,2%-uk pedig 65 éves vagy idősebb. A lakosok 47,7%-a férfi, 52,3%-a pedig nő.

### 2000
A 2000-es népszámláláskor  a városnak 5447 lakója, 2309 háztartása és 1484 családja volt. A népsűrűség 543,6 fő/km2. A lakóegységek száma 2614, sűrűségük 260,9 db/km2. A lakosok 90,5%-a fehér, 0,2%-a afroamerikai, 2,4%-a indián, 1,3%-a ázsiai, 0,1%-a a Csendes-óceáni szigetekről származik, 1,4%-a egyéb-, 4%-a pedig kettő vagy több etnikumú. A spanyol vagy latino származásúak aránya 4,7% (3,5% mexikói, 0,2% Puerto Ricó-i,  1,1% pedig egyéb spanyol/latino származású.)
A háztartások 27,6%-ában élt 18 évnél fiatalabb. 51,3% házas, 9,4% egyedülálló nő; 35,7% pedig nem család. 39% egyedül élt; 16,1%-uk 65 éves vagy idősebb. Egy háztartásban átlagosan 2,3 személy élt; a családok átlagmérete 2,83 fő.
A város lakóinak 23,8%-a 18 évesnél fiatalabb, 4% 18 és 24 év közötti, 23,1%-uk 25 és 44 év közötti, 23,6%-uk 45 és 64 év közötti, 23,9%-uk pedig 65 éves vagy idősebb. A medián életkor 43,1 év volt. Minden 100 nőre 90,5 férfi jut; a 18 évnél idősebb nőknél ez az arány 86,3.
A háztartások medián bevétele 31 656 amerikai dollár, ez az érték családoknál $36 846. A férfiak medián keresete $33 073, míg a nőké $22 591. A város egy főre jutó bevétele (PCI) $17 010. A családok 9,1%-a, a teljes népesség 11,5%-a élt létminimum alatt; a 18 év alattiaknál ez a szám 14,1%, a 65 évnél idősebbeknél pedig 9,5%.

## Gazdaság
A térség legnagyobb foglalkoztatója a duglászfenyőből készülő Socomi márkájú fatermékeket gyártó South Coast Lumber.
A településen számos olyan étterem van, amely helyi alapanyagokból készíti ételeit.

## Évente megrendezett kulturális események
2006 óta február második hétvégéjén, a gimnáziumban tartják a Winter Art & Chocolate Festivalt, ahol környékbeli művészek és csokoládékészítők mutatják be alkotásaikat.
1993 óta a Sárkány-mezőn és a kikötőben rendezik meg a Southern Oregon Kite Festivalt, ahol sárkánykészítők zenés műsorral mutatják be műveiket, valamint gyakran látogatók is bekapcsolódhatnak. A július harmadik hétvégéjén tartott eseményt egy péntek éjszakai, beltéri demonstrációs reptetés előzi meg. A rendezvény több mint tízezer látogatót vonz.
A Summer Arts Festival keretében 1993 óta a résztvevő alkotók augusztus harmadik hétvégéjén állítják ki műveiket a kikötő járdáin.
Az év legnagyobb eseménysorozata az Azalea Festival, amely az iparkamara honlapja szerint „egy négynapos, városszerte tartott fesztivál, ahol különféle alkotásokat, virágokat, ágyterítőket és autókat mutatnak be; egy parádé, utcai fesztivál, gyermekkarnevál, büfék, grill, kikötői ünnepély és sok más az emlékezet-napi hétvégén.” Az eseménysorozat részét képezi a gimnáziumi szépségverseny, melynek keretében megválasztják az „Azalea-királynőt”, aki az egyes programok közül kiválasztja a neki leginkább tetszőket.
Júniusban kerül sor a Wild Rogue Relay futóversenyre, az 1000 résztvevő a Jackson megyétől az Azalea Parkig tartó 351 kilométeres távot futja le.
Másik, népszerű esemény a hálaadás hétvégéjétől karácsonyig tartó Nature's Coastal Holiday, ahol világító formákat építenek.

## Infrastruktúra

### Oktatás
A városnak egy általános- (Kalmiopsis Elementary School) és egy középiskolája (Azalea Middle School), valamint egy gimnáziuma (Brookings-Harbor High School) van, valamint itt működik a Brookings-Harbor Christian School magániskola.
1995 óta a településen van a Délnyugat-oregoni Közösségi Főiskola kihelyezett kampusza.

### Közlekedés

#### Autóbusz
A Curry Public Transit által működtetett The Coastal Express a településről eljutást biztosít North Bendbe és a kaliforniai Smith Riverbe.
Az Oregon POINT járataival megközelíthetők Grants Pass, Medford és Klamath Falls települések.

#### Légi közlekedés
A helyiség közelében két reptér található, a településtől 1,6 km-re északkeletre lévő, a megye tulajdonában lévő Brookingsi repülőtér, valamint a kaliforniai Crescent Cityben lévő, kisgépes Del Norte megyei regionális repülőtér.

#### Vízi közlekedés
A helyi kikötő a Chetco-folyó torkolatától a kaliforniai határig százezer hektáros területet fed le; 31 000 hajóútjával ez a partvidék legforgalmasabb, a nyilvánosság számára is megnyitott kikötője.

### Parkok és pihenés

#### Azalea Park
A 640 Old County Road címen található létesítmény piknikasztalokkal, színpaddal, büfével, fedett beülővel, játszótérrel, repülőkorong-, softball- és baseball-pályákkal felszerelt, valamint itt helyezkedik el a Capella By The Sea rendezvényhely. Évente több rendezvényt is tartanak a parkban; ilyenek például a Slippery Banana Softball Tournament, vagy a júniustól augusztusig tartó Sunday American Music Festival, az egynapos Wild Rivers Music Festival és az Oktoberfest.
Hálaadástól karácsonyig mindennap délután öt és kilenc óra között láthatóak a Nature’s Coastal Holiday Light Show keretében felállított fények és szobrok, valamint alkalomhoz illő zenék hallhatók.

#### Harris Beach State Park
A településtől északra, a 101-es út mentén található, több mint 70 hektáros területen lakókocsipark, sátorhelyek és pihenőhely található.

## Média

### Rádió
| Középhullám (AM)      | Középhullám (AM)                      | Középhullám (AM)    |
| Frekvencia [kHz]      | Hívójel                               | Tematika            |
| --------------------- | ------------------------------------- | ------------------- |
| 910                   | KURY-AM                               | felnőtt slágerek    |
| Ultrarövidhullám (FM) |                                       |                     |
| Frekvencia [MHz]      | Hívójel                               | Tematika            |
| 90,5                  | KHSU-FM (Arcata, Kalifornia)          | egyetemi            |
| 95,3                  | KURY-FM                               | klasszikus slágerek |
| 100,7                 | KCIW-LP (Curry Coast Community Radio) |                     |
| 99,9                  | KSEP-LP                               | vallási             |

### Újság
A város lapja az 1946 óta létező Curry Coastal Pilot, amely szerdánként és szombatonként jelenik meg 5223 darabos példányszámban.

## Híres személyek
- Nobuo Fujita – második világháborús japán pilóta, jószolgálati nagykövet, a város díszpolgára[35]
- Elmo Williams – producer, vágó, az American Cinema Editors tagja[36]

## Fordítás
Ez a szócikk részben vagy egészben  a   Brookings, Oregon című angol Wikipédia-szócikk ezen változatának fordításán alapul.  Az eredeti cikk szerkesztőit annak laptörténete sorolja fel. Ez a jelzés csupán a megfogalmazás eredetét és a szerzői jogokat jelzi, nem szolgál a cikkben szereplő információk forrásmegjelöléseként.